# Rumpparlamentet
Rumpparlamentet (engelska: Rump Parliament)
kallades det långa parlamentet i England, efter att independenterna i armén 6 december 1648 med vapenmakt avlägsnat alla som de inte litade på ur parlamentet. Denna aktion leddes av överste Thomas Pride och kallas därför för Prides utrensning (Prides Purge). Independenterna var dels medlemmar i New Model Army som hade olika religiösa och politiska motiv för att stödja ”the Good Old Cause”. Independenterna var emot anglikaner, katoliker och presbyterianer och förespråkade att alla fritt skulle kunna välja vilken kyrka de ville tillhöra. Andra grupper inom independenterna var köpmän med mera kommersiella intressen och som ville ha inflytande över styret av London. Ytterligare en grupp var advokater som aktivt motsatte sig för långtgående reformer av det engelska rättssystemet.
De omkring sextio som blev kvar betraktades endast som svansen (eng. rump) av det gamla parlamentet. Denna återstod av långa parlamentet fördrevs 1654 av Oliver Cromwell, samlades igen i maj 1658, fördrevs än en gång (oktober samma år), återfick sin befogenhet i december samma år och upplöste sig frivilligt i februari 1660.